# Harold Gramatges
Harold Gramatges (Santiago de Cuba, 26 de septiembre de 1918-La Habana, 16 de diciembre de 2008) fue un compositor, pianista y profesor cubano. Considerado como uno de los más importantes representantes de la creación musical cubana del siglo XX, su labor pedagógica ha representado un invaluable aporte a la enseñanza musical de su país, a través de seis décadas.

## Biografía
Inició sus estudios musicales en Santiago de Cuba, su ciudad natal en el Conservatorio de "Bellas Artes" junto con Chepín (Chovén), Formental y otros no tan destacados santiagueros. Estudió composición con José Ardévol y Amadeo Roldán en La Habana. En los Estados Unidos estudió composición con Aaron Copland y dirección de orquesta con Serge Koussevitsky.
Se desempeñó en diversos cargos en instituciones musicales como profesor y director. Ejerció la dirección orquestal, la crítica y el ensayo musical. Fundó y dirigió la Orquesta Juvenil del Conservatorio Municipal de La Habana (1944-1948) y se desempeñó como subdirector de la Orquesta de Cámara de La Habana (1947-1957). Fue fundador del Grupo de Renovación Musical (1943-1948) y Presidente de la Fundación Cultural Nuestro Tiempo (1951-1961).

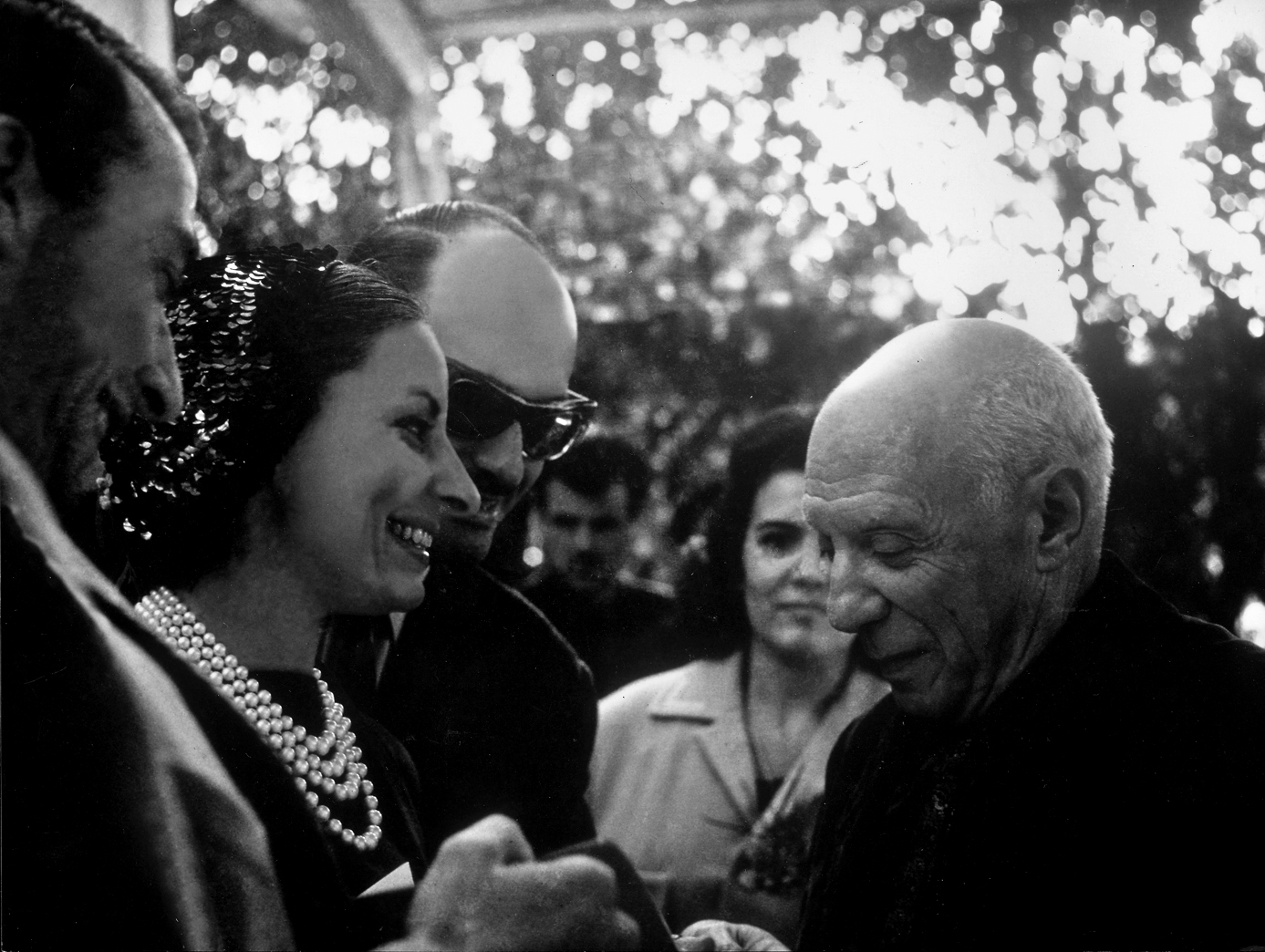
Alicia Alonso y Harold Gramatges saludan a Pablo Picasso en Niza (Francia), al finalizar una gala en homenaje al pintor con motivo de su 80.º cumpleaños. Octubre de 1961.

Embajador de Cuba en Francia (1960-1964) y fundador del Departamento de Música de la Casa de las Américas (1965-1970). Profesor Emérito y Jefe del Departamento de Composición del Instituto Superior de Arte de La Habana.
Presidente de la Asociación de Músicos de la Unión Nacional de Escritores y Artistas de Cuba (UNEAC), Miembro del Consejo Técnico Asesor del Ministro de Cultura, Asesor Técnico del Instituto Cubano de la Música y Presidente de la Comisión de Escritores y Artistas del Movimiento Cubano por la Paz y la Soberanía de los Pueblos.

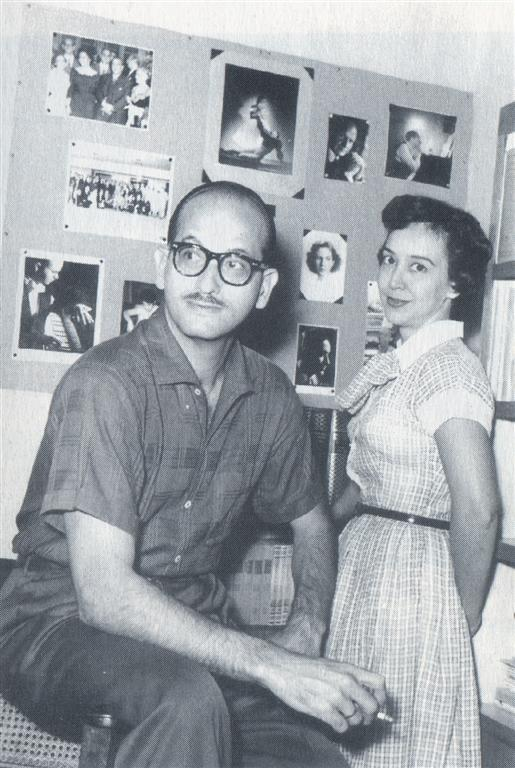
Harold Gramatges con su esposa Ena Susana Hartmann (Manila). La Habana, 1954.

Participó como jurado en diversos concursos nacionales e internacionales. Desde la década de 1950, Harold Gramatges participó en importantes festivales musicales, donde se interpretaron obras de su producción.
Su catálogo de obras incluye música sinfónica, de cámara, coral, para piano, guitarra, canciones, ballet y música para cine y teatro.
Durante su extensa carrera musical fue reconocido con diversas condecoraciones honoríficas de Cuba e internacionales.
En 1996 resultó ganador de la primera edición del Premio Iberoamericano de la Música Tomás Luis de Victoria, patrocinado por el Consejo Iberoamericano de la Música, el Instituto de Cooperación iberoamericana y la Sociedad General de Autores y Editores de España, con el auspicio de los Reyes de España. Este premio es el más alto galardón que se otorga a la trayectoria creativa de un compositor por su contribución al enriquecimiento de la vida musical de la comunidad iberoamericana a lo largo de su trayectoria profesional y a través de su labor. Obtuvo además, el Premio por el reconocimiento de la UNEAC por su obra de creación, máximo galardón concedido por dicho organismo a un compositor cubano.

## Selección de Opiniones

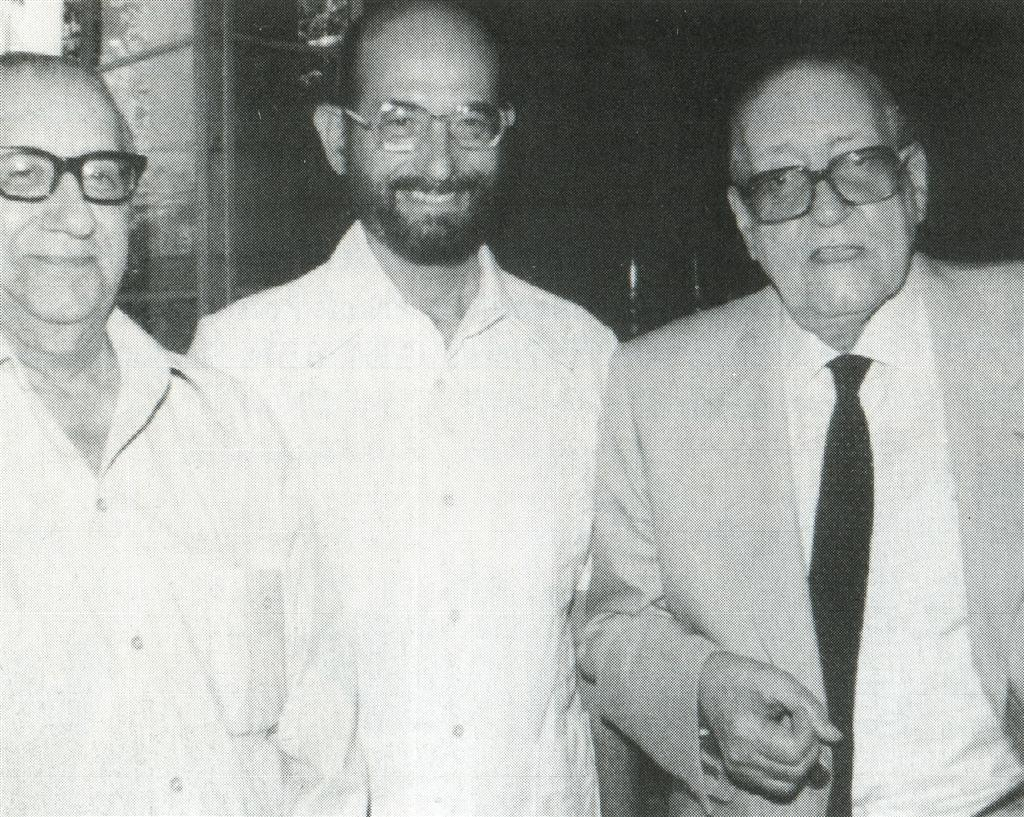
Harold Gramatges, junto al compositor José Ardévol (izquierda) y el novelista e investigador Alejo Carpentier (derecha); en los años 1970.

- (…) La evolución futura de Harold Gramatges debe ser seguida de cerca. Es, por lo pronto, uno de los músicos más sólidos y conscientes que haya producido la música cubana contemporánea. Su oficio es de una aplastante seguridad. Y siempre sabe hasta donde quiere llegar. (Alejo Carpentier, novelista, ensayista, narrador y musicólogo. 1946).
- Harold Gramatges ha seguido una línea muy lógica desde sus primeras obras, caracterizadas por el neoclasicismo, al que se integra después un nacionalismo muy elaborado y refinado. En sus trabajos de los últimos años ha usado la técnica serial sin haber renunciado a sus principales rasgos estilísticos, entre los que procede señalar la maestría de su trabajo lineal y contrapuntístico. (José Ardévol, compositor. 1969).
- (…) A la música de Gramatges la distingue sobre todo su refinamiento y su acabado morfológico. Gramatges compone con amplitud, utilizando con elegancia los recursos contemporáneos, trazando en cada obra un discurso sonoro absolutamente nítido, seguro, sólido y sin vacilación técnica o estilística. (…) (Edgardo Martín, compositor. 1971).
- (…) Continuatore della nuova musica cubana sviluppatasi negli anni trenta e quaranta a opera di Roldán e Caturla, Harold Gramatges é oggi il più autorevole e significativo compositore di Cuba. Nella sua música le techniche compositive più avanzate, fino alla serialità e postserialità, si sciolgono nei materiali sonori attinti all’afrocubanismo musicale, a sua volta assunto con grande rigore e capacità di rappresentare, attraverso esso, la presenza di una cultura cubana anche musicale perfettamente autónoma (…) (Luigi Pestalozza, investigador, filósofo y promotor. 1995).

## Obras

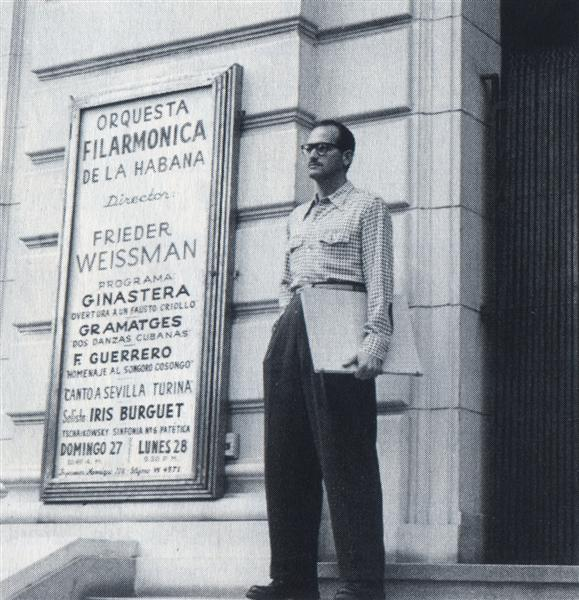
Harold Gramatges en una de las puertas de acceso al Teatro Auditorium, de la Habana, el 27 de enero de 1952, día del estreno mundial de su versión para orquesta de Dos Danzas Cubana.

### Para Piano
- 1937: Pensando en ti, Romanza sin palabras[1]
- 1942: Sonata
- 1943: Pequeña Suite (Preludio, Alemanda, Siciliana, Sarabanda y Minueto).
- 1947: Tres Danzas para Piano (Homenaje a Ignacio Cervantes).
- 1949: Dos Danzas Cubanas (Montuna y Sonera).
- 1950: Preludio para el Álbum
- 1952/53: Tres Preludios a Modo de Toccata
- 1956: Suite Cubana para Niños (Danzón, Guajira, Habanera y Son)[2]
- 1956: Guajira
- 1957: Sonatina Hispánica
- 1969: Móvil I[3]
- 1974: Estudio de contrastes[4]
- 1977: Incidencias
- 1989: Seis danzas antiguas

### Para Guitarra
- 1971: Fantasía
- 1973: Siete apuntes para La Dama Duende
- 1980: Móvil IV
- 1983: Como el caudal de la fuente
- 1986: Canti di Villa Grazieli
- 1986: El arpa milagrosa

### Para Conjuntos Vocales
- 1940: Canción. Coro mixto a seis voces
- 1940: Soneto. Coro mixto a cinco voces
- 1941: Romance de cazadores. Coro mixto a siete voces
- 1941: Canción. Coro mixto a tres voces.
- 1943: Se oye fluir la noche. Coro mixto a cinco voces.
- 1949: Dos décimas. Coro mixto a tres y cuatro voces.
- 1956: Tres madrigales infantiles. Coro mixto a cuatro voces.
- 1959: La palmera. Coro mixto a cuatro voces.
- 1959: Canción por la paz. Coro mixto a cuatro voces.
- 1964: Tierra de azules montañas. Coro mixto a cuatro voces.
- 1965: Guitarra en Duelo Mayor. Coro mixto a cuatro voces.
- 1972: Doce canciones para niños. Coro a una y dos voces con ritmos percutidos.
- 1980: Santiago. coro mixto a cuatro voces.
- 1984: Espera. Coro mixto a cuatro voces.
- 1984: Nadie lo tiene. Coro mixto a cuatro voces.
- 1984: Josefa y José.
- 1988: La esencia de tu nombre. Coro mixto a cuatro voces.
- 1989: Pequeño amor. Coro mixto a cuatro voces.
- 1989: Como una caracola. Coro mixto a cuatro voces.
- 1989: Allí el amor. Coro mixto a cuatro voces.
- 1989: Amor en primavera. Coro mixto a cuatro voces.

### Para Orquesta
- 1945: Sinfonía en Mi.
- 1947: Serenata.
- 1950: Dos danzas cubanas.
- 1955: Sinfonietta.
- 1961: in Memoriam.

### Para Solistas y Orquesta
- 1968/69: La muerte del guerrillero. Recitador
- 1972: Tríptico. Voz Solista
- 1974: Para La Dama Duende. Concierto para guitarra
- 1977/78: Oda martiana. Barítono
- 1979: En el huerto del cantar. Cantata
- 1985: Discurso de la América Antigua. Cantata

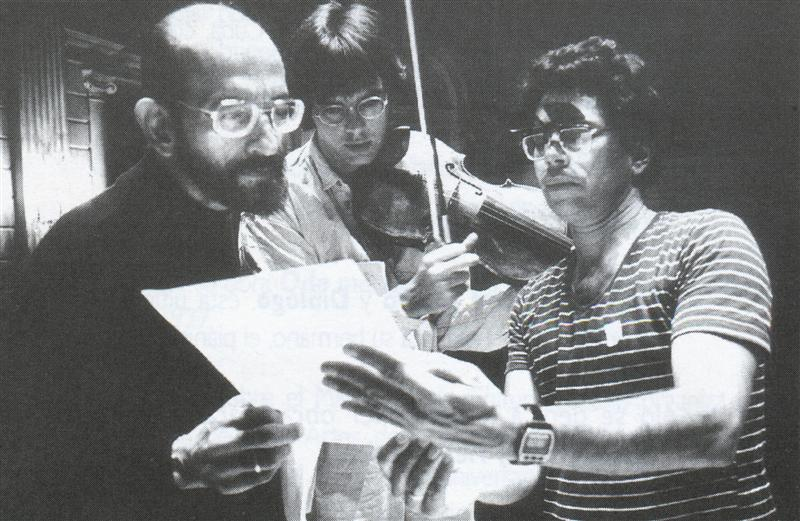
En Ámsterdam, Gramatges hace indicaciones a Leo Brouwer que dirigió al Nederlands Blazer Ensemble en el estreno mundial de Guirigay, enfectuado en el Concertgebow. 1985.

- 1997: Canto elegíaco. Cantata

### Música de cámara
- 1940: Preludio e invención I. Clarinete y fagot
- 1940: Preludio e invención II. Dos trompetas y trombón
- 1943: Dúo en La bemol. Flauta y piano
- 1944: Trío: clarinete. Chelo y piano
- 1945: Capriccio. Flauta, clarinete, viola, chelo
- 1950: Quinteto. Flauta, clarinete, fagot, viola y contrabajo
- 1955: Calígula. Piano, flauta, clarinete, trompa y percusión
- 1957: Divertimento. Trompeta, trompa, trombón y tuba
- 1957: Quinteto. Flauta, oboe, clarinete, fagot y trompa
- 1968/70: Móvil II. Flauta, trompa, clarinete, trompeta, chelo, vibráfono, xilófono y percusión
- 1972: Síntesis. Flauta, guitarra, viola y percusión
- 1973: Para La Dama Duende. Guitarra, flauta, viola, chelo y percusión
- 1976: Diseños. Flauta, oboe, trompa, fagot y percusión
- 1977: Móvil III. Flauta y piano
- 1987: Coriemu. Violín, chelo y piano
- 1981: Diálogo. Violín y piano
- 1981: Trío para cuatro. Piano, violín, chelo, trompa
- 1985: Guirigay. Quinteto de cuerda y quinteto de viento
- 1995: Pax verum enimvero. Flauta, oboe, clarinete bajo

### Música para Teatro
- 1943: Los caprichos de Mariana
- 1951: No hay que perder la cabeza
- 1951: Floripondito
- 1955: Calígula
- 1957: Amor de Don Perlimplín con Belisa en su jardín
- 1957: Medea, la encantadora
- 1966: Volpone
- 1970: Anfitríón
- 1972: Las tres hermanas
- 1973: El inspector
- 1973: La Dama Duende

### Música para Ballet
- 1943: Ícaro. Piano y percusión
- 1944: Mensaje. Metales y percusión

## Grabaciones

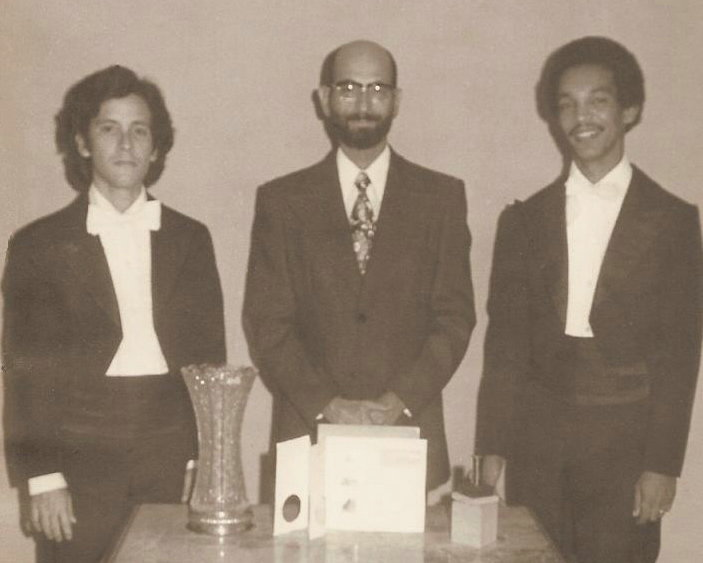
Harold Gramatges con Roberto Urbay y Alberto Corrales en el Festival Interpodium de Bratislava, Eslovaquia. Octubre de 1977.

### Discografía
- 1997: Obra completa para piano - Roberto Urbay - EGREM - 2CD 0284
- 1997: Homenaje a Harold Gramatges - Magic Music - CD
- 2002: Clásicos cubanos Vol. IV - CD
- 2002: Antología pianística cubana Vol. I EGREM - CD 0559
- 2002: Antología pianística cubana Vol. II EGREM - CD 0560
- 2003: Antología Martiana Vol. I EGREM - CD
- 2004: Premio Iberoamericano de la Música Tomás Luís de Victoria 1996 - Factoría Autor - 2CD SA00984
- 2004: Mis Versiones Preferidas - EGREM - CD 0697
- 2004: Obra completa para piano Vol. I - Roberto Urbay - EGREM - CD 0283
- 2004: Obra completa para piano Vol. II - Roberto Urbay - EGREM - CD 0284
- 2006: La guitarra y yo - Unicornio - CD
- 2007: Música Coral - Exaudi – Factoría Autor - CD
- 2007: Diseños - EGREM - CD
- 2007: En el huerto del cantar - Conchita Franqui / Marita Rodríguez - Factoría Autor - CD

### Videografía
- 2006: Harold Gramatges: La magia de la música. Documental de René Arencibia - Factoría Autor - DVD